# Lee Hye-ri
Lee Hye-ri (tiếng Hàn: 이혜리; sinh ngày 9 tháng 6 năm 1994) được biết đến nhiều hơn với nghệ danh Hyeri , là một nữ diễn viên, ca sĩ và nhân vật truyền hình người Hàn Quốc. Cô trở nên nổi tiếng khi là thành viên trẻ nhất của nhóm nhạc nữ Girl's Day và được giới truyền thông Hàn Quốc mệnh danh là " Em gái quốc dân " do sự nổi tiếng to lớn của cô sau khi xuất hiện với tư cách là thành viên cố định trong Real Men (2014).

## Đời tư
Ngày 16 tháng 8 năm 2017, Hyeri được xác nhận đang hẹn hò với nam diễn viên Ryu Jun Yeol. Hai người gặp nhau trên phim trường Reply 1988 và cả hai đã bắt đầu hẹn hò từ năm 2016.
Ngày 13 tháng 11 năm 2023, công ty quản lý xác nhận Hyeri và Ryu Jin Yeol đã chia tay sau 7 năm hẹn hò, 

## Học vấn
- Tiểu học Samri (삼리초등학교)
- Trung học cơ sở Karac (가락중학교)
- Trung học phổ thông Biểu diễn nghệ thuật Seoul (서울공연예술고등학교)
- Ngành diễn viên Đại học Konkuk

## Sự nghiệp diễn xuất

### Phim điện ảnh
| Năm  | Tên phim                             | Vai diễn | Tham khảo |
| ---- | ------------------------------------ | -------- | --------- |
| 2018 | Săn lùng quái thú (Monstrum)         | Myung    | [ 2 ]     |
| 2019 | Võ sỹ say đòn (My Punch-Drunk Boxer) | Minji    | [ 3 ]     |
| 2024 | Vũ điệu chiến thắng (Victory)        | Pil-seon | [ 4 ]     |
| TBA  | Tropical Night                       | A-ri     | [ 5 ]     |

### Phim truyền hình
| Năm        | Tên phim                                                   | Tên tiếng Hàn       | Kênh phát sóng | Vai diễn                    | Ghi chú        | Tham khảo |
| ---------- | ---------------------------------------------------------- | ------------------- | -------------- | --------------------------- | -------------- | --------- |
| 2011       | I Trusted Him                                              |                     | MBC Every 1    | Cameo                       |                |           |
| 2012       | Tasty Life                                                 | 맛있는 인생         | SBS            | Jang Mi-hyun                | 39 tập         | [ 6 ]     |
| 2013       | The Clinic for Married Couples: Love and War               |                     | KBS2           | Herself                     |                |           |
| 2014       | Be Arrogant                                                |                     | SBS Plus       | Herself                     |                |           |
| 2014–2015  | Schoolgirl Detectives                                      | 선암여고 탐정단     | JTBC           | Lee Ye-hee                  |                | [ 7 ]     |
| 2015       | Hyde, Jekyll và tôi (Hyde Jekyll, Me)                      | 하이드 지킬, 나     | SBS            | Min Woo-jung                |                | [ 8 ]     |
| 2015–2016  | Hồi đáp 1988 (Reply 1988)                                  | 응답 하라 1988      | tvN            | Sung Deok-sun/Sung Soo-yeon |                | [ 9 ]     |
| 2016       | Entertainer                                                | 딴따라              | SBS            | Jung Geu-Rin                |                | [ 10 ]    |
| 2017- 2018 | Two Cops                                                   | 투깝스              | MBC            | Song Ji-An                  |                | [ 11 ]    |
| 2019       | Miss Lee                                                   | 청일전자 미쓰리     | tvN            | Lee Seon-shim               |                | [ 12 ]    |
| 2020       | Ký sự thanh xuân (Record of Youth)                         | 청춘기록            | tvN            | Lee Hye-ji                  | Cameo (tập 13) | [ 13 ]    |
| 2021       | Bạn cùng phòng của tôi là Gumiho (My Roommate Is a Gumiho) | 간 떨어지는 동거    | tvN            | Lee Dam                     |                | [ 14 ]    |
| 2021–2022  | When Flowers Bloom I Think of the Moon                     | 꽃 피면 달 생각하고 | KBS2           | Kang Ro-seo                 |                | [ 15 ]    |
| 2022       | May I Help You?                                            | 일당백집사          | MBC            | Baek Dong Ju                |                | [ 16 ]    |
| 2025       | Cạnh Tranh Thân Thiện (Friendly Rivalry)                   | 선의의 경쟁         | U+ Mobile TV   | Yoo Je-yi                   |                | [ 17 ]    |

### Chương trình truyền hình
| Năm       | Tên chương trình                      | Tên tiếng Hàn          | Kênh phát sóng | Vai trò                 | Ghi chú                                                       |
| --------- | ------------------------------------- | ---------------------- | -------------- | ----------------------- | ------------------------------------------------------------- |
| 2013      | Star King                             | 놀라운 대회 스타킹     | SBS            | Khách mời               | (tập 343, 344)                                                |
| 2014      | The Show                              |                        | SBS MTV        | MC                      |                                                               |
| 2014      | Real Men                              | 진짜 사나이            | MBC            | Thành viên              | Mùa 1, phần 1                                                 |
| 2014      | Golden Fishery (Radio Star)           |                        | MBC            | Khách mời               | (tập 404)                                                     |
| 2014      | Witch Hunt                            |                        | JTBC           | Khách mời               | (tập 68)                                                      |
| 2014      | Eco Village                           |                        | KBS            | Khách mời               | (tập 13)                                                      |
| 2014      | Star King                             |                        | SBS            | Khách mời               | (tập 357)                                                     |
| 2015      | Real Men Season 2                     |                        | MBC            | Narrator                |                                                               |
| 2015      | After School Club                     |                        | Arirang        | Khách mời               | (tập 168với Girl's Day members)                               |
| 2015      | Girl's Day One Fine Day               |                        | MBC Music      | Cast                    | với Girl's Day members                                        |
| 2016      | 2016 Idol Star Athletics Championship |                        | MBC            | MC                      |                                                               |
| 2016      | Running Man                           | 런닝맨                 | SBS            | Khách mời               | (Tập 294 (với Winner's Song Min-ho & Nam Tae-hyun))           |
| 2016      | Happy Together                        |                        | KBS            | Khách mời               | (tập 444)với Yura (Girl's Day), Choi Sung-won và Lee Se-young |
| 2017      | Knowing Brothers                      |                        | JTBC           | Khách mời               | (tập 68 với Girl's Day members)                               |
| 2019      | I Live Alone                          |                        | MBC            | Khách mời               | tập 300, 301)                                                 |
| 2018-2020 | Amazing Saturday                      | 도레미 마켓            | tvN            | Thành viên cố định      | Tập 1–134 (vắng tập 36)                                       |
| 2020      | House on Wheels                       |                        | tvN            | Khách mời               | Tập 1, 2 (với Ra Mi-ran)                                      |
| 2021      | Knowing Brothers                      |                        | JTBC           | Khách mời               | Tập 272 (với Rosé (Blackpink))                                |
| 2021      | Amazing Saturday                      | 도레미 마켓            | tvN            | Khách mời               | Tập 161 (với Jang Ki-yong)                                    |
| 2022      | Yoo Quiz on the Block Season 4        | 유퀴즈온더블럭 :시즌 4 | tvN            | Khách mời               | Tập 165                                                       |
| 2023      | Dex's Fridge Interview                | 덱스의 냉터뷰          |                | Khách mời               | Tập 20                                                        |
| 2023      | HyeMiLeeYeChaePa                      | 혜미리예채파           |                | Thành viên thường xuyên |                                                               |
| 2023      | Salon Drip Season 2                   | 살롱드립 시즌2         |                | Khách mời               | Tập 45                                                        |
| 2024      | The K-Star Next Door Season 4         | 동네스타K 시즌4        |                | Khách mời               | Tập 19                                                        |
| 2024      | Agents of Mystery                     | 미스터리 수사단        | Netflix        | Thành viên thường xuyên |                                                               |
| 2024      | Our Neighborhood Furballs             | 우리동네 털뭉치들      | MBC            | MC                      |                                                               |

## Sự nghiệp âm nhạc
| Năm  | Bài hát              | Nghệ sĩ         | Vai trò |
| 2013 | "Shaking Heart"      | C-Clown         | Herself |
| 2013 | "Tarzan"             | Wonder Boyz     | Jane    |
| 2013 | "My Student Teacher" | NC.A            | Herself |
| 2015 | "I Am Korea"         | Various Artists | Herself |

Girl's Day